# Anopheles daudi
Anopheles daudi este o specie de țânțari din genul Anopheles, descrisă de Coluzzi în anul 1958.
Este endemică în Somalia. Conform Catalogue of Life specia Anopheles daudi nu are subspecii cunoscute.